# Ybbsitz
Ybbsitz is een gemeente in de Oostenrijkse deelstaat Neder-Oostenrijk, gelegen in het district Amstetten (AM) aan de rivier de Ybbs. De gemeente heeft ongeveer 3800 inwoners.

## Geografie
Ybbsitz heeft een oppervlakte van 104,16 km². Het ligt in het centrum van het land, iets ten noorden van het geografisch middelpunt.
Allhartsberg · Amstetten · Ardagger · Aschbach-Markt · Behamberg · Biberbach · Ennsdorf · Ernsthofen · Ertl · Euratsfeld · Ferschnitz · Haag · Haidershofen · Hollenstein an der Ybbs · Kematen an der Ybbs · Neuhofen an der Ybbs · Neustadtl an der Donau · Oed-Öhling · Opponitz · Seitenstetten · Sonntagberg · Sankt Georgen am Reith · Sankt Georgen am Ybbsfelde · Sankt Pantaleon-Erla · St. Peter in der Au · St. Valentin · Strengberg · Viehdorf · Wallsee-Sindelburg · Weistrach · Winklarn · Wolfsbach · Ybbsitz · Zeillern
- Gemeinsame Normdatei: 4119194-8
- Virtual International Authority File: 245029655
- WorldCat: E39PBJh8QyWTCYG3j3YtpYRBT3